# Süreyya Ağaoğlu
Süreyya Ağaoğlu, född 1903, död 1989, var en turkisk jurist. Hon blev 1925 Turkiets första kvinnliga advokat. 